# Eugen Cadaru
Eugen Cadaru (n. 1973) este un scriitor român de ficțiune speculativă (realism magic și științifico-fantastic). 

## Biografie
Eugen Cadaru a absolvit Facultatea de Drept din cadrul Universității București. În anul 2009 a obținut doctoratul în Cinematografie și Media la Universitatea Națională de Artă Teatrală și Cinematografică „Ion Luca Caragiale” București. Povestirile sale, apărute în antologii, au fost recompensate cu premii naționale, precum Premiul Convenției Naționale RomCon 2015, Premiul Convenției Naționale RomCon 2017, Premiul „Ion Hobana” din 2018 pentru proză scurtă și premiul de Încurajare al Societății Europene de Science-Fiction acordat în cadrul Convenției Eurocon 2014 de la Dublin.

## Aprecieri critice
Eugen Cadaru s-a impus în literatura fantastică românească printr-un stil distinct, fidel realismului magic, pe care îl îmbină subtil cu elemente de science fiction. Deși abordează teme precum realitatea virtuală și tehnologia, el prioritizează dimensiunea simbolică și alegorică a poveștilor sale, evitând explicațiile raționale și oferind realității alternative o aură inițiatică și profundă. Evoluția sa ca scriitor este vizibilă în trecerea de la narațiuni mai line la construcții narative mai complexe, în care alegerea morală și tensiunea dintre lumi paralele joacă un rol central. Eugen Cadaru își construiește universurile ficționale printr-o progresie clară: de la dezamăgirea față de realitatea dezvrăjită, la efortul rațional de a o ordona, și, în final, la regăsirea unei realități superioare, ascunse și alese. În proza Misterioasa scrisoare a domnului Tesla (2017), această viziune atinge un vârf: printr-o scrisoare imaginară adresată de Nikola Tesla lui Nicolae Vasilescu-Karpen, Cadaru explorează ideea integrării cunoașterii științifice într-un sens existențial profund, ce implică iubire pentru umanitate și împăcare de sine. Aceeași temă a regăsirii magicului în cotidian apare, într-o formă mai ironică și anecdotică, încă din volumul său de debut.
Cadaru abordează teme precum geniul, știința, utopia și tehnologia, într-un stil grav și lucid, fără a cădea în spectaculosul facil al culturii populare.Pornind de la fapte biografice reale, Cadaru propune o reflecție profundă asupra muncii creatoare, a singurătății și a potențialului utopic al științei. Invențiile și gândirea lui Tesla devin punctul de plecare pentru o revelație metafizică: lumea este un tesseract, iar accesul la dimensiuni superioare presupune o armonie între cunoaștere, altruism și iubire universală.
Alte texte din volum explorează teme recurente ale SF-ului modern: inteligența artificială, virtualizarea naturii („Irkud”), relativitatea mărimii și a percepției biologice („Joc de copii”), dilemele morale ale progresului tehnologic („Exodul”), ori fricțiunile temporale între lumi paralele („La Statui”). Deși diverse ca temă și construcție, aceste proze se leagă printr-o preocupare comună: căutarea unui sens superior în haosul contemporan, prin revrăjirea lumii fie pe cale științifică, fie prin fabulație simbolică. Cadaru îmbină, astfel, realismul detaliului cu dimensiunea utopică a imaginarului, conturând o proză science-fiction matură, intelectuală, și cu o identitate distinctă în peisajul literar românesc.
Romanul Cișmigienii (2020) explorează o lume paralelă în care România, după Al Doilea Război Mondial, rămâne monarhie capitalistă, neintrând sub influența URSS. Mircea Eliade, personaj în roman, visează realitatea comunistă din România, pe care o povestește prietenilor săi (Emil Cioran, Petre Țuțea, Eugen Ionescu, Mircea Vulcănescu) într-un București idealizat. Deși romanul are pasaje lungi și inegale, autorul reușește să mențină interesul cititorului prin talent și inteligență, evocând convingător o lume alternativă cu nuanțe nostalgice și fantastice.

## Opera

### Volume de autor
- 2014 – A opta zi e-n fiecare noapte, Editura Tracus Arte, București
- 2017 – Misterioasa scrisoare a domnului Tesla, Editura Tritonic, București
- 2020 – Cișmigienii, Editura Polirom, Iași
- 2021 – Cișmigienii, Colecția Top 10+, Editura Polirom, Iași

### În antologii
- 2013 - Ferestrele Timpului, Editura Tracus Arte, București
- 2014 - Lumi Stranii, Editura Vremea, București
- 2017 - Argos 3, Editura Tritonic , București
- 2017 - Antologia Helion volumul 5 (2011-2016), Editura Eurostampa
- 2018 - Fictiuni Centenare, Editura Pavcon, București
- 2018 - Antologia Prozei Science Fiction Românești, Editura Paralela 45

### Apariții în periodice
- Almanahul Anticipația 2014, Editura Nemira
- Almanahul Anticipația 2016, Editura Nemira
- Colecția de Povestiri Științifico-Fantastice nr. 12-13, 16, 25-26 (Editura Nemira)
- Revista Helion (nr. 1-2/2014, 3-4/2018, 5-6/2018, 3-4/2019)
- Revista Galileo Science Fiction & Fantasy nr. 5 (2012)
- Publicații on-line (Helion Online, Argos, Fantastica, Revista de Povestiri, Revista Societății Române de Science Fiction & Fantasy, Revista Nautilus).

### Articole
- Omul post-uman  2019, Colocviul Ion Hobana, nr. 19
- Transumanism, postumanism și singularitate în filmul contemporan 2017, Colocviul Ion Hobana, nr. 17 - Februarie
- Publicitate 2015, nr. 14 - Iunie
- Realismul magic în literatura română (clasică)2014, Eseuri, nr. 13 - Decembrie
- Genul (foarte) scurt în varianta Liviu Radu 2013, Eseuri, nr. 7 - Octombrie

## Distincții literare
- 2014 - Premiul de încurajare al Societății Europene de Science-Fiction, acordat în cadrul Convenției Eurocon Dublin[6]
- 2015 - Premiul Național SF&F în cadrul Convenției Naționale ROMCON Suceava, la categoria 'Volum de povestiri' (pentru A opta zi e-n fiecare noapte)
- 2018 - Premiul Național SF&F în cadrul Convenției Naționale ROMCON Reșița, la categoria 'Volum de povestiri' (pentru Misterioasa scrisoare a domnului Tesla)
- 2018 - Premiul Ion Hobana, la categoria Proză scurtă, acordat de Uniunea Scriitorilor din România, Filiala București și de Societatea Română de Literatură SF&F (pentru Misterioasa scrisoare a domnului Tesla)[7][8]
- 2021 - Premiul pentru roman (Cișmigienii, Polirom, 2020) la ROMCON 2021, Timișoara